# طارق حرب
طارق بن قاسم بن حرب بن صبيح بن غازي بن فارس (1945 - 2 فبراير 2022): محام، وخبير قانوني، ومؤرخ، وسياسي عراقي.

## ولادته ونشاته
ولد طارق حرب في بغداد عام 1364هـ/ 1945م، ونشأ وتربّى فيها وفي مدارسها.
حصل على شهادة بكالوريوس في القانون العام من الجامعة المستنصرية ببغداد عام 1975، ثم حصل على شهادة ماجستير في القانون من جامعة بغداد عام 1980، وكذلك على شهادة دبلوم في القانون من جامعة الإسكندرية.

## أعماله
شغل طارق حرب منصب رئيس تحرير جريدة البرلمان سابقاً، وكذلك شغل منصب رئيس الجمعية الثقافة القانونية العراقية سابقاً.
كما عمل مدرساً في مادة القانون في عدد من الكليات والمعاهد السابقة، وساهم في كثير من النشاطات الأدبية والاجتماعية، ولهُ العديد من المؤلفات التراثية والقانونية.

## مؤلفاته
لهُ العديد من المؤلفات التي زخرت بها المكتبات العربية ومنها:
- سلسلة شروحات التشريعية العسكرية والعقوبات والأصول والخدمة والتقاعد العسكرية 1983-1988
- الدليل القانوني 1983[5]
- مقالات في الدستور 2005 طبع 2007
- تشريعات عام 2007 طبع 2008
- قوانين 2006 طبع 2008
- مباحث في الدستور الانتقالي 2008
- التطورات الدستورية 2009
- النظام الدستوري القانوني 2009
- الدليل الانتخابي للمحافظات 2009
- المرشد في انتخابات مجلس النواب 2010
- الإعلام العراقي بين التشريع والقضاء 2011
- الوجيز في الوزارة العراقية 2011
- الحياة الإدارية العراقية 2011
- التطور الوزاري في العراق 2011
- وزراء العراق 2013
- نشوار 2013
- لطائف 2013
- تصوف أهل بغداد 2014
- بغداديات تراثية 2015
- بغداد تراث وتاريخ 2017
- التراث البغدادي / دار الشؤون الثقافية 2019
- بغداد في تراثها من البناء إلى 1985 طبع 2019
- موسوعة التراث البغدادي، ج 1 منمنات بغدادية 2019
- موسوعة التراث البغدادي، ج 2
- حكايات بغدادية 2020
- منمنمات بغدادية 2020[6]
- موسوعة التراث البغدادي، ج 3، حوادث بغدادية 2020
- موسوعة التراث البغدادي، ج 4، وقائع بغدادية 2020
- موسوعة التراث البغدادي، ج 5، ليالي بغدادية 2020

## وفاته
توفي طارق حرب إثر إصابتهِ بنوبة قلبية صباح يوم الأربعاء 1 رجب 1443هـ، الموافق 2 شباط 2022م، في دارهِ الواقعة في منطقة الكاظمية ببغداد.